# Aviación naval

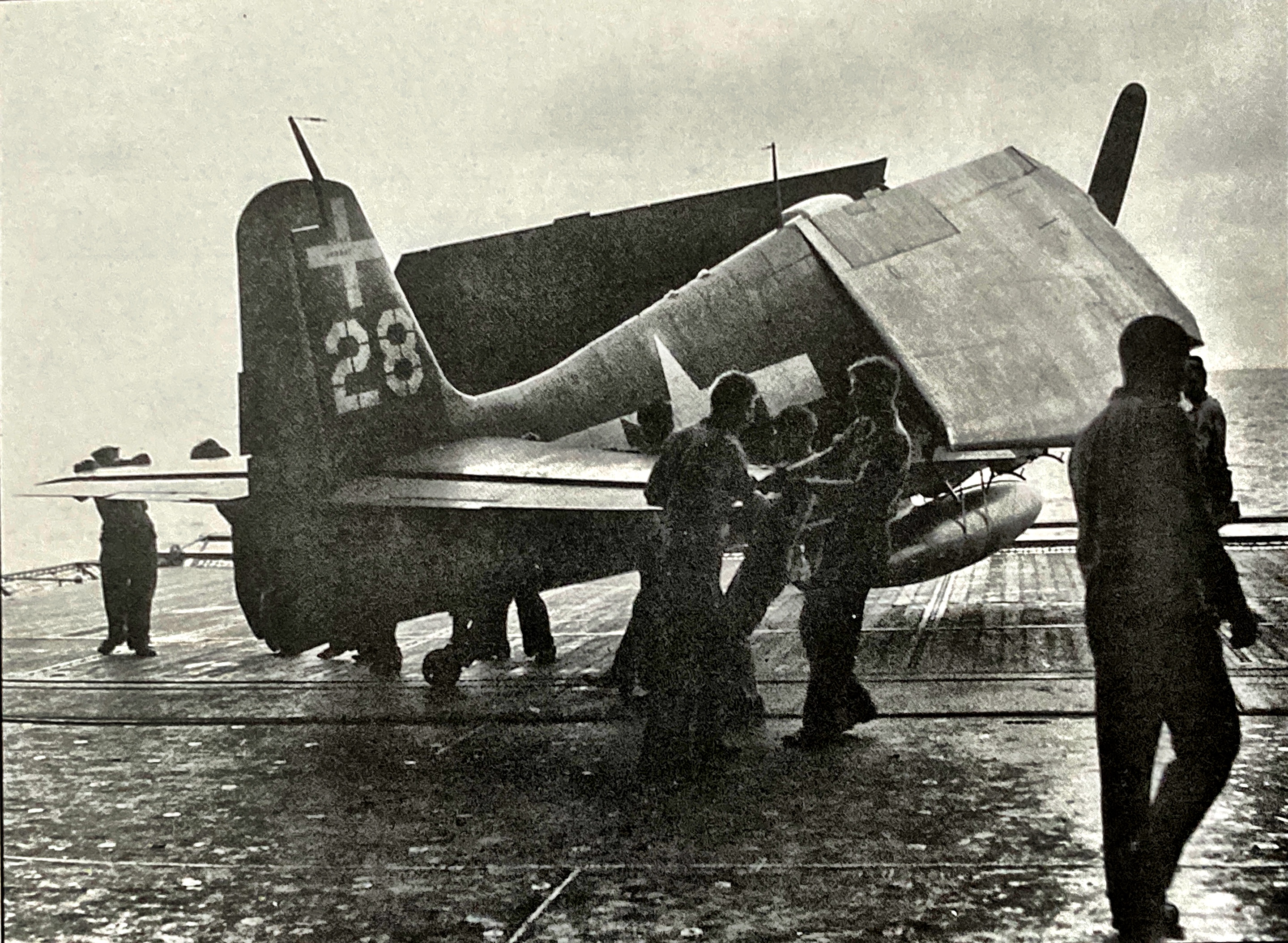
Un VF-18 Hellcat en el USS Intrepid

La aviación naval es la aplicación de la aviación militar por parte de las armadas, incluyendo aviones y helicópteros embarcados en buques de guerra. Por el contrario, la aviación marítima es la utilización de aeronaves en misiones marítimas bajo el mando de fuerzas no navales como, por ejemplo, el antiguo Mando Costero de la RAF o la guardia costera de un país, siendo una excepción la Guardia Costera de los Estados Unidos, que es considerada como parte de la aviación naval estadounidense.

## Aviaciones navales por país
- Aviación Naval
- Aviación Naval Brasileña
- Aviación Naval de Chile
- Aviation navale
- Aviación Naval Mexicana
- Comando de Aviación Naval (Armada de la República de China)
- Aviación Naval Portuguesa
- Aviación Naval de Rusia
- Arma Aérea de la Flota
- Fuerzas Aéreas Navales de los Estados Unidos/Aviación del Cuerpo de Marines de los Estados Unidos
- Aviación Naval Uruguaya
- Flotilla de Aeronaves

## Aviaciones navales extintas
- Real Servicio Aéreo Naval
- Servicio Aéreo de la Armada Imperial Japonesa
- Aviación Naval Soviética